# Каприле (Ђенова)
Каприле је насеље у Италији у округу Ђенова, региону Лигурија.
Према процени из 2011. у насељу је живело 28 становника. Насеље се налази на надморској висини од 1017 м.